# فرانتس ایسلاکر
فرانتس ایسلاکر (انگلیسی: Franz Islacker; ۳ فوریهٔ ۱۹۲۶ – ۱ ژوئیهٔ ۱۹۷۰) بازیکن فوتبال اهل آلمان بود.
از باشگاه‌هایی که در آن بازی کرده‌است می‌توان به باشگاه فوتبال روت‌وایس اسن و باشگاه فوتبال مانهایم اشاره کرد.
وی همچنین در تیم ملی فوتبال آلمان بازی کرده‌است.